# أليكسييفكا (باشكورتوستان)
أليكسييفكا (الروسية: Алексеевка) هي مدينة في جمهورية باشكورتوستان في روسيا.